# Erik Kjellman
Erik Torvald Kjellman, född 2 juli 1903 i Hedvigs församling, Norrköping, död 20 februari 1984 i Huddinge församling, var en svensk skulptör.
Han var son till snickarmästaren Erik Kjellman och Emelia Johansson samt från 1941 gift med Sonja Hammarlund.
Kjellman studerade vid Tekniska aftonskolan 1928-1930 och vid Högre konstindustriella skolan 1930-1933 samt vid Bror Hjorths och Nils Möllerbergs skulpturskola 1933-1935. Tillsammans med Märtha Bolin-Clason och Olle Blomberg ställde han ut på Galleri Brinken i Stockholm 1951. Han medverkade i ett antal samlingsutställningar bland annat med  Sveriges allmänna konstförening och Östgöta konstförening.
Bland hans offentliga arbeten märks dekorativa djurfigurer i konstsmide för en bankbyggnad i Johannesburg Sydafrika.